# Eugène Durieu

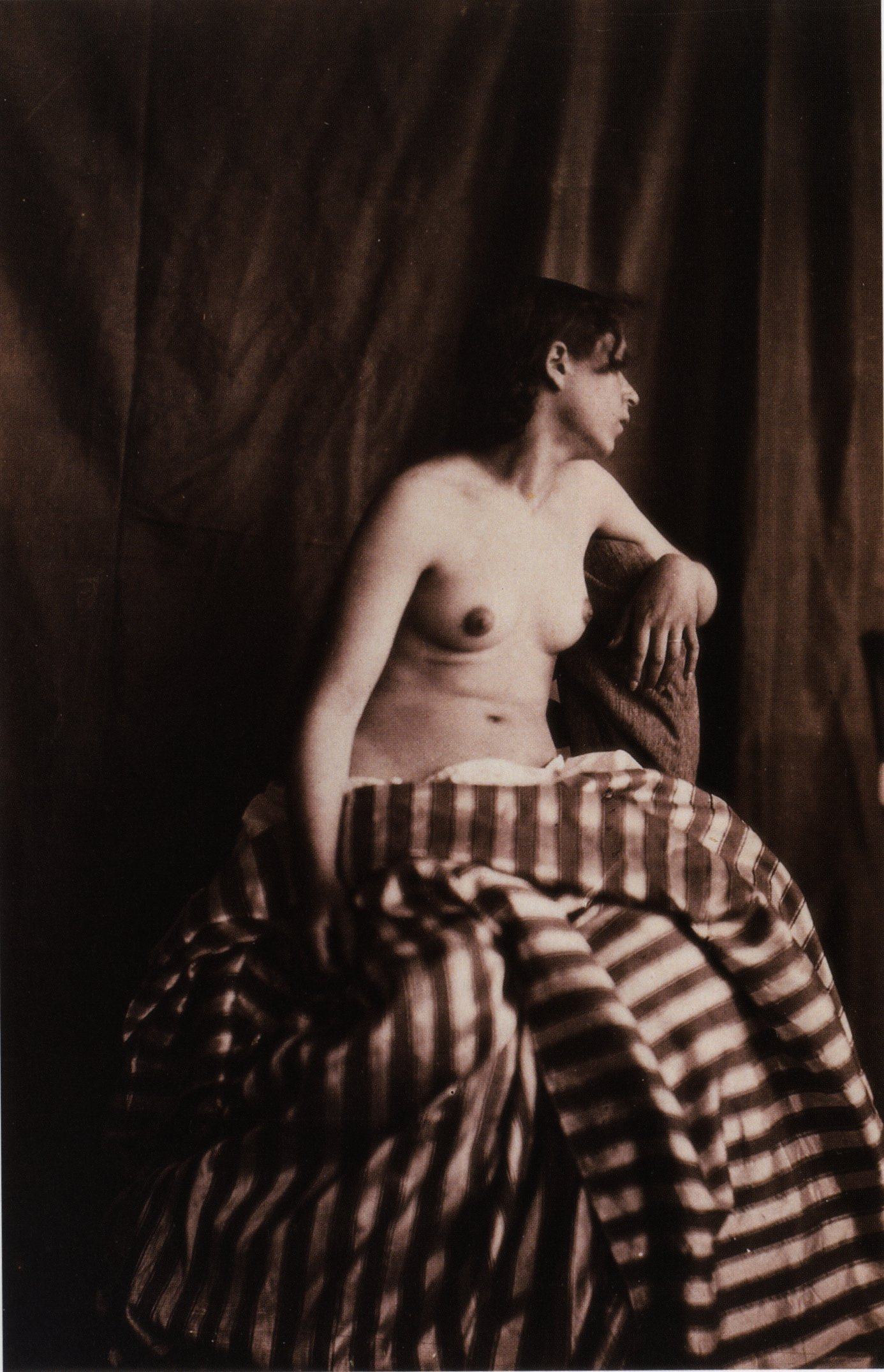
Durieu nude

Jean Louis Marie Eugène Durieu (* 1800 in Nîmes; † 1874 in Paris) war ein französischer Fotograf. Durieu wurde vor allem durch seine frühen Aktfotografien von Männern und Frauen bekannt. Eine Reihe seiner weiblichen Modelle wurden zudem von Eugène Delacroix, mit dem er befreundet war, gemalt.

## Leben
Eugène Durieu war während seines Berufslebens Verwaltungsjurist. Seine letzte Anstellung fand er dabei als Generalinspektor für Unterricht und Kultur bei der Regierung von Frankreich. 1849 ging er vorzeitig in Pension und widmete sich der Fotografie. 1854 war er Gründungsmitglied der ersten fotografischen Gesellschaft der Welt, der Société française de photographie.
Um 1853 arbeitete er gemeinsam mit Eugène Delacroix an einer Fotoserie mit verschiedenen männlichen und weiblichen Aktmodellen. Delacroix übernahm die Organisation und Regie, Durieu die technische Ausführung.

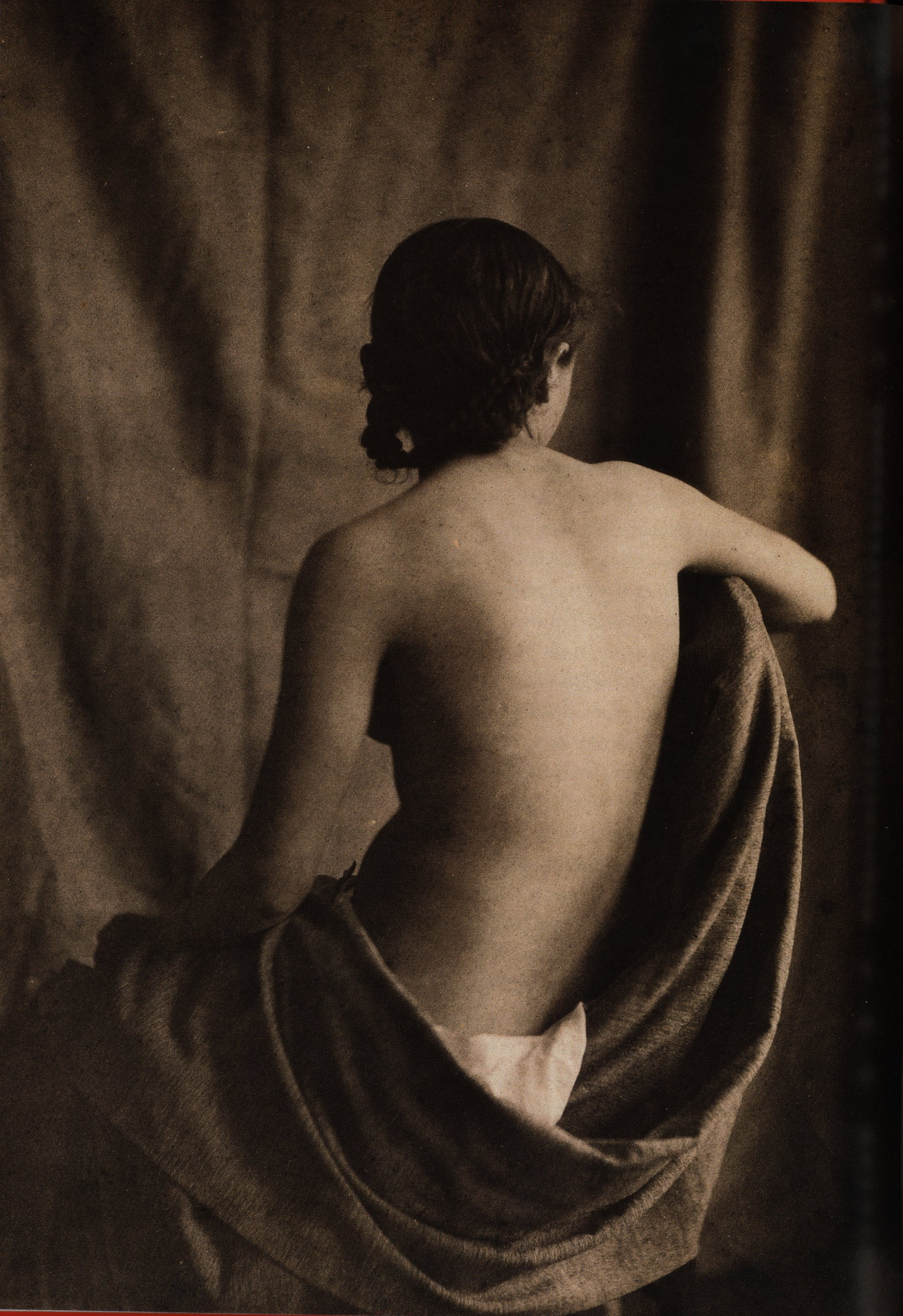
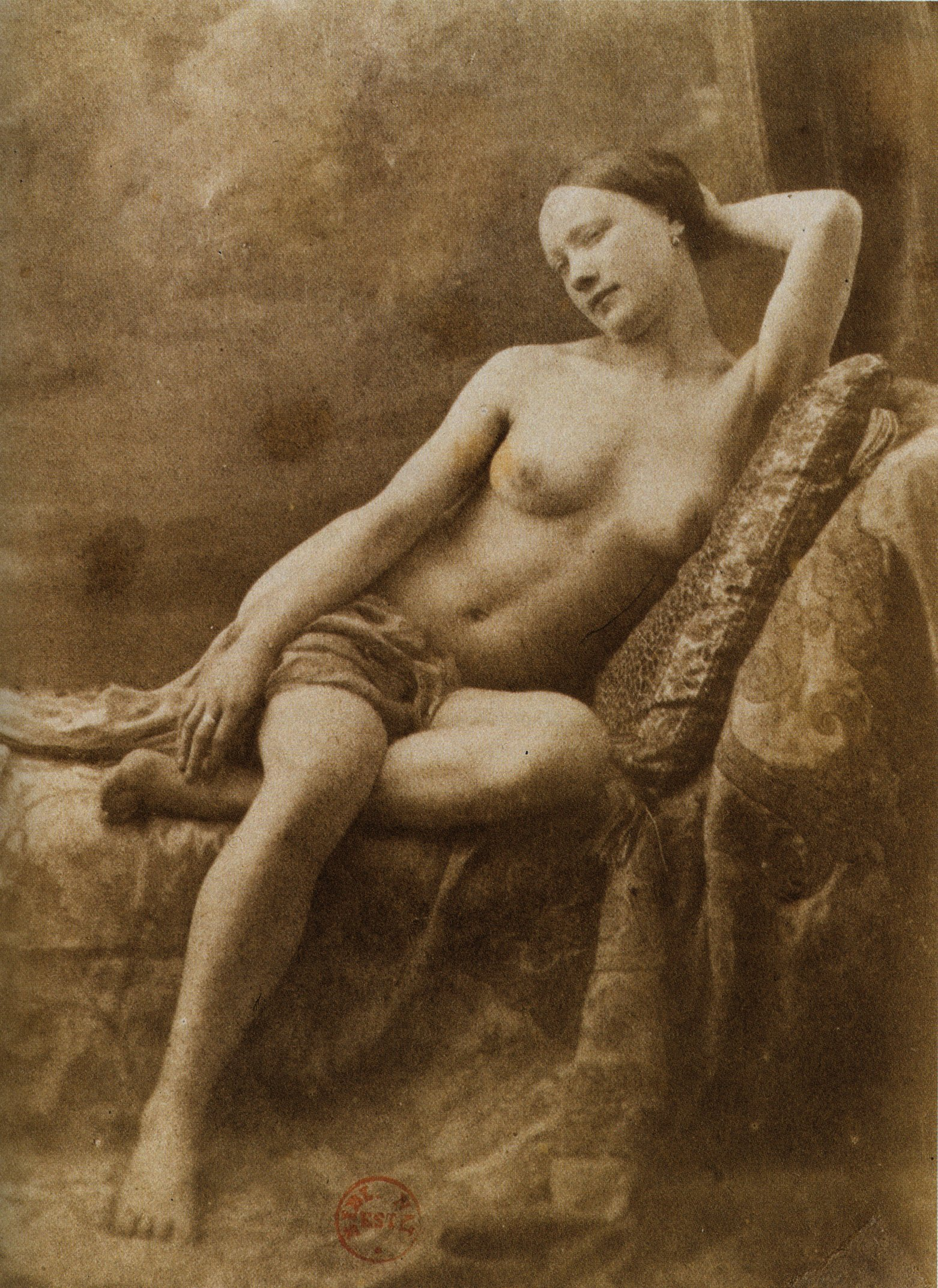
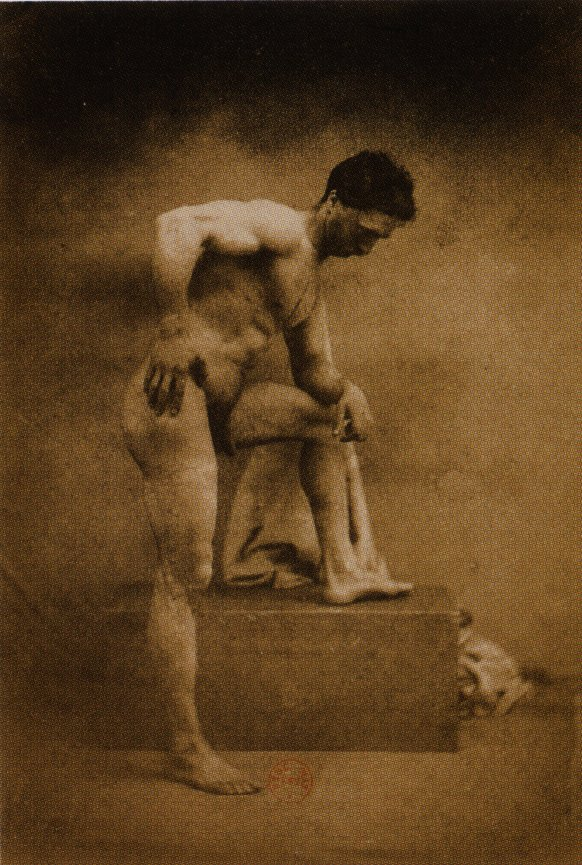

Das mittlere Bild diente Delacroix als Vorlage für eine Odaliske; das Gemälde von 1857 befindet sich in Privatbesitz.

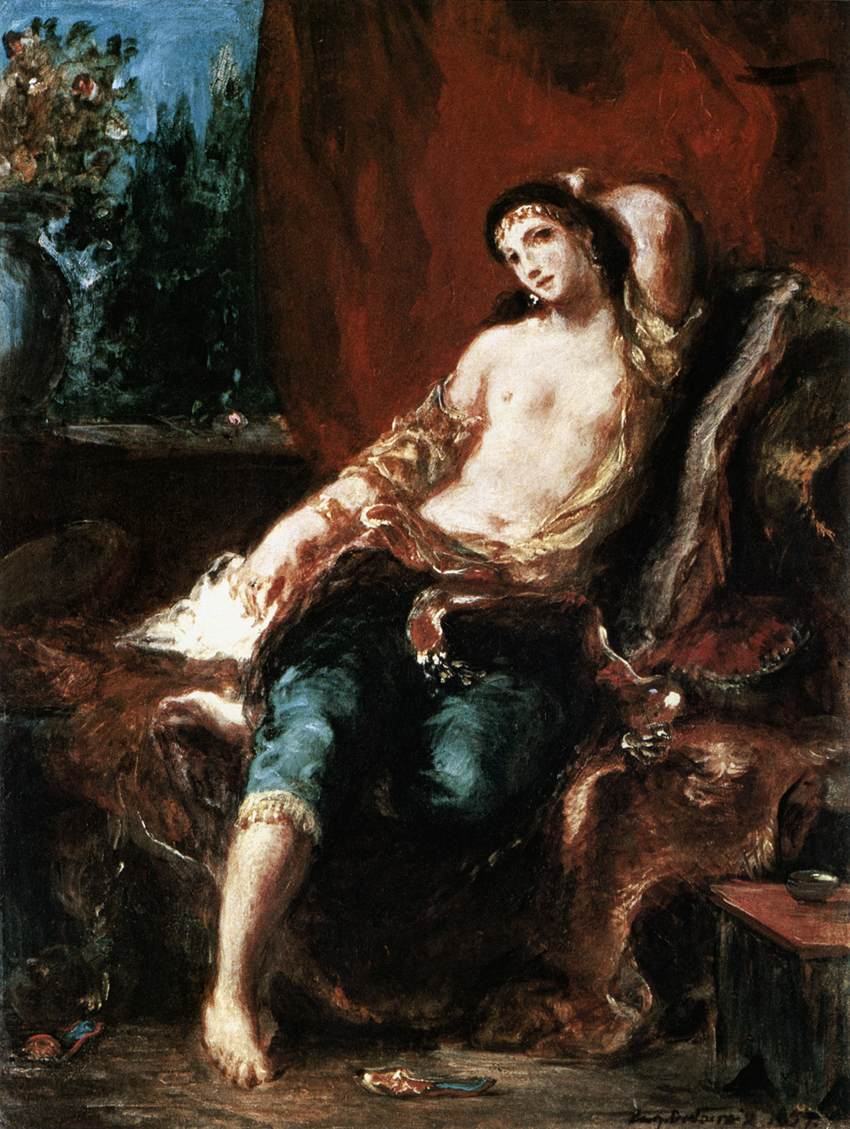